# (114987) Tittel
(114987) Tittel est un astéroïde de la ceinture principale.

## Description
(114987) Tittel est un astéroïde de la ceinture principale. Il fut découvert le 26 août 2003 à Piszkesteto par Krisztián Sárneczky et Brigitta Sipőcz. Il présente une orbite caractérisée par un demi-grand axe de 3,14 UA, une excentricité de 0,10 et une inclinaison de 2,6° par rapport à l'écliptique.

## Compléments